# Sandbach (Luhe)
Der Sandbach ist ein 5,55 km langer, rechter Zufluss der Luhe im Landkreis Neustadt an der Waldnaab in der Oberpfalz in Bayern.

## Verlauf
Ein 460 m langer Quellbach des Sandbaches entspringt am Südwesthang des 641 m hohen Hummelberges nordwestlich von Goldbrunn in der Lohwiese in der Gemeinde Waldthurn.
Ein weiterer 280 m langer Quellbach entspringt in dem Tal zwischen Hummelberg und der 588 m hohen Kuppel westlich von Goldbrunn.
Beide Quellbäche vereinigen sich 620 m westlich von Goldbrunn.
Der Sandbach fließt zunächst 1 km nach Nordwesten an der Nordseite der Kuppel entlang.
Dann schwenkt er in eine südwestliche Richtung, die er bis zu seiner Mündung in die Luhe im Wesentlichen beibehält.
Der Sandbach passiert die Einöde Kühbachhof und gelangt nach Frankenrieth, wo er einen unbenannten Bach von rechts aufnimmt.
Er fließt am Ostrand von Frankenrieth entlang und unterquert die Staatsstraße 2181.
Weitere unbenannte Bäche fließen dem Sandbach von rechts und von links zu.
Der Sandbach fließt durch ein Tal zwischen dem 524 m hohen Lohbühl im Nordwesten und dem 555 m hohen Maienberg im Südosten.
Südlich des Lohbühl bei der Lindnermühle mündet der 1,9 km lange Schammesriether Bach von rechts in den Sandbach.
In einem Bogen fließt der Sandbach westlich um den 521 m hohen Steinbühl mit dem Ort Albersrieth herum.
Hier fließt der Sandbach auf der Grenze zwischen den Gemeinden Theisseil und Waldthurn entlang.
Westlich von Albersrieth mündet von rechts der 2,78 km lange Irlbach.
Südwestlich von Albersrieth mündet nach weiteren 330 m der 1,67 km lange Vockhofbach von links.
20 m weiter auf der Grenze zwischen den Gemeinden Waldthurn und Vohenstrauß mündet der Sandbach von rechts in die Luhe.

## Zuflüsse
Von der Quelle zur Mündung:
- Schammesriether Bach von rechts
- Irlbach von rechts
- Vockhofbach von links